# Générique (œuvre)
Pour les articles homonymes, voir Générique.

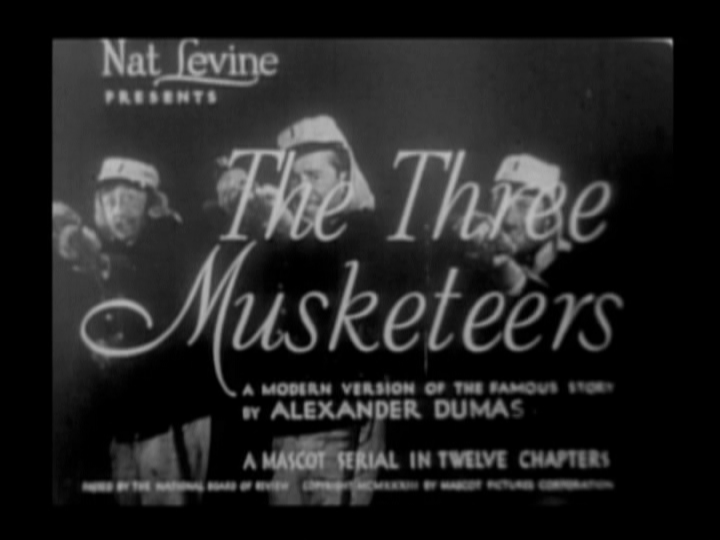
Image du générique du serial intitulé La Chevauchée de la gloire (The Three Musketeers), sorti en 1933.

Un générique est une partie d'un film, d'une émission de radio ou de télévision indiquant les personnes physiques ou morales qui participent à la création de l'œuvre.
Le générique peut apparaître au début d'une œuvre (« générique d'ouverture » ou « générique de début ») ou à la fin (« générique de fin » ou « générique de fermeture »). Son équivalent dans le domaine de la presse et de l'édition est un ours.

## Composition formelle
La première partie du générique présente le plus souvent les acteurs et précise les personnages qu'ils incarnent, elle détaille également l'ensemble du personnel technique ainsi que la musique utilisée.
Les crédits apparaissaient autrefois au début du film qui se termine par un simple carton « fin ». Par la suite, seuls le nom du réalisateur et des principaux acteurs apparaissent durant le début du film, avec éventuellement des membres de l'équipe de production, voire quelques membres de l'équipe technique. Le reste de l'équipe n'apparaît qu'à la fin et le carton de fin disparaît progressivement. Au fil des décennies, les génériques de cinéma sont devenus de plus en plus longs. Cela tient principalement à la croissance permanente des budgets de production et à une maturation des techniques de réalisation dans le sens d’une plus grande professionnalisation et une plus grande diversification des différents métiers.
Les intervenants aux divers stades de la réalisation et tout au long de la chaîne de production, de montage et de diffusion sont de plus en plus nombreux : acteurs — le nom des figurants n'apparaît au générique que selon des règles parfois complexes — mais aussi techniciens de toutes sortes (chargés des effets spéciaux, de l'éclairage, de la photographie, du son, des décors, du maquillage, des costumes, de la continuité, des cascades ou encore du dressage des éventuels animaux), de nombreux administratifs devant gérer des équipes toujours plus importantes, les chargés de coordination, de repérages, de castings, de relations de presse, musiciens et plusieurs autres corps de métiers encore qui gravitent aujourd'hui de près ou de loin autour d’un tournage de film et qui contribuent chacun à leur mesure à faire tourner la grande machinerie du cinéma.
Une règle non écrite veut qu'apparaissent au générique d'un film le « cast & crew » : en plus des auteurs, réalisateurs, metteurs en scène, acteurs et autres dont la contribution est directe, évidente et immédiatement reconnaissable, apparaissent tous ceux dont la contribution est significative soit à l'écran, soit lors du tournage, ou lors des opérations préproduction et postproduction, ou encore dans la réalisation et la distribution du produit fini (film et vidéo), voire encore simplement dans le fonctionnement global de l'équipe de tournage pendant tout le temps d'existence de celle-ci, éphémère par nature, ainsi que toutes les sociétés sous-traitantes participant à ces mêmes opérations. Cependant, des membres de l'équipe d'un film peuvent se voir retirer leur nom d'un générique avec ou sans leur consentement pour des raisons diverses.
Par ailleurs, les informations apparaissant au générique sont le plus souvent graphiquement hiérarchisées (taille, gras, capitales, noms groupés ou isolés, etc.) Les détails de la présentation de la contribution des personnes physiques ou morales sont parfois précisés par contrat.
Les génériques peuvent durer plusieurs minutes pour donner tous les noms des personnes créditées.
Les génériques de séries obéissent à leurs propres règles. Il s'agit généralement d'une séquence à part dont la composition peut varier d'une saison à l'autre et qui présente le plus souvent les noms des acteurs principaux, chacun d'entre eux étant accompagné d'un court extrait où il est visible dans la série, et qui se conclut par le nom du créateur de la série.

## Générique de début et prégénérique
Initialement, le générique de début consistait juste en une présentation formelle (titre, participants...). Il remplissait une fonction explicite d'ordre administratif et juridique (fiche d'identité du film ayant notamment pour but de limiter le piratage) ainsi qu'une fonction implicite de démarcation temporelle de la fiction : l'histoire commençait après le générique de début et s'achevait sur le carton « fin ». Progressivement, les réalisateurs ont transgressé les règles afin de mieux immerger le spectateur dans l'œuvre. À l'origine séquence à part au sein du film, il est peu à peu intégré à la narration de celui-ci pour accompagner soit la mise en place du récit, soit un travelling sur le lieu où le film prendra place.
Le Vol du grand rapide en 1903 marque une étape importante dans l'histoire du générique qui voit une séquence d'ouverture dans laquelle un homme tire face caméra, introduisant ainsi un rapport d'interactivité avec le spectateur. À partir des années 1910 au cours desquelles le cinéma est considéré désormais comme un art, les interprètes commencent également à avoir leur nom figurer au générique, de même les scénaristes et réalisateurs qui n'hésitant pas à manifester dans ce but. Dans les années 1930, Émile Cohl crée de véritables œuvres d'art dans ses génériques de dessins animés, John P. Fulton introduit des effets spéciaux, donnant ses lettres de noblesse au générique.
C'est notamment grâce à Saul Bass que le générique de début est devenu une véritable introduction au film, une « mise en condition du spectateur » et non plus une liste de noms, invitant les projectionnistes à ouvrir le rideau dès le générique. Il a inventé le générique moderne sur le film L'Homme au bras d'or en 1955 (image controversée d'un bras en papier noir découpé comme symbole de l'addiction à la drogue, premier à utiliser une partition de jazz) et a réalisé en particulier de nombreuses séquences d'ouverture pour Alfred Hitchcock, dont celui de Sueurs froides (Vertigo), présentant des spirales tournantes, symbole à la fois du vertige (un des moteurs du film) et du temps. Il est également le créateur de l'animation multicolore — une première à l'époque (en Technicolor Panavision 70 mm) — qui constitue l'ouverture du film musical de Robert Wise West Side Story en 1961, ou de la séquence introductive en split screen de Grand Prix de John Frankenheimer en 1966. Dans la lignée de Saul Bass, des graphistes et dessinateurs se distinguent comme Pablo Ferro, Friz Freleng, Kuntzel+Deygas.
Par la suite, des réalisateurs ont introduit un « prégénérique », c'est-à-dire une séquence située avant le générique. On peut citer notamment les prégénériques des James Bond réalisés par Maurice Binder puis Daniel Kleinman (en), montrant le héros à la fin d'une mission.
Certains films n'ont pas de générique de début. C'est par exemple le cas d’Apocalypse Now dont le titre n'apparaît que comme un graffiti tard dans le film, ainsi que les films de la saga Harry Potter, dont le titre apparaît après une séquence prégénérique.
Pour la sortie de Star Wars, épisode IV : Un nouvel espoir en 1977, George Lucas s'était mis à dos la Directors Guild of America, à laquelle il était affilié, car le générique de début (un texte introduisant l'histoire, sur fond de noir spatial) ne contenait pas les noms des participants au film. Cependant l'affaire avait été classée sans suite puisque ce syndicat ne croyait pas en l'avenir du film. Trois ans plus tard, pour L'Empire contre-attaque, ce même syndicat est revenu à la charge pour les mêmes motifs et George Lucas a été obligé de leur payer une amende de 250 000 dollars. Il démissionna par la suite de la DGA, afin de ne pas avoir à changer son mode de fonctionnement pour les films suivants.
Aujourd'hui, le générique de début est le plus souvent délaissé pour une question de rythme ou réduit en simple complément du générique de fin.

## Génériques de séries télévisées
Les génériques d'ouverture de séries télévisées doivent captiver les spectateurs différemment que dans les salles de cinéma. Plusieurs ont marqué l'histoire de la télévision, par exemple la silhouette d'Alfred Hitchcock présente (1955), l'ambiance paranormale de La Quatrième Dimension, la musique de Mission impossible (années 1960), Dallas (années 1980) et Friends (années 1990), le trajet symbolique des Sopranos, l'homme qui tombe de Mad Men (années 2000) ou encore la carte de Game of Thrones (années 2010). Certains évoluent au fil des saisons, voire des épisodes, et sont donc décryptés par les spectateurs. À partir de 2013 avec House of Cards, réalisé pour la plate-forme de streaming Netflix, il devient possible de désactiver le générique, conduisant une décennie plus tard à l'émergence de plusieurs tendances : maintien d'un long générique, format plus court, suppression ou encore insertion après une longue scène d'ouverture. En mars 2023, une exposition sur les génériques de séries télévisées, « Don't skip ! », est organisée à l'occasion du festival Séries Mania. Olivier Joyard, directeur artistique de l'exposition, a par ailleurs réalisé le documentaire Les Génériques de série,.

## Génériques finaux particuliers
Bien que le générique de fin se présente le plus souvent comme de simples cartons ou un texte déroulant, certains films en présentent néanmoins des versions plus originales. Roger Ebert, dans son ouvrage Ebert's Little Movie Glossary, parle de Monk's Rewards (« récompenses du moine ») pour désigner ces éléments inattendus dans un générique.
Dans les listes suivantes, les films sont classés par ordre alphabétique.

### Inclusion d'un bêtisier
Certains génériques de fin incluent un bêtisier du film. Par exemple : La Fureur du danger en 1978 et Tu fais pas le poids, shérif ! en 1980, tous les deux avec Burt Reynolds sont peut-être les plus anciens à l'avoir proposé, À 10 minutes de la plage, Bruce tout-puissant, Comment tuer son boss ?, Comment tuer son boss 2, Hitman and Bodyguard, Jour J, La Maison du bonheur, Le Marquis, Le Plan B, Les Anges gardiens, Les Visiteurs 2, Permis de mariage, Showtime, les films[Lesquels ?] de Jackie Chan.
Dans les génériques de fin de certains films d'animation de faux bêtisiers sont inclus, par imitation des films de la liste précédente : 1 001 Pattes, Fourmiz, Monstres et Cie ou encore Toy Story 2.

### Inclusion de scènes supplémentaires
Inclusion de scènes supplémentaires qui complètent voire donnent un autre éclairage à l'intrigue. La franchise Marvel notamment a consacré le principe de la scène post-générique avec des encarts permettant d'annoncer les films à venir ou d'éclairer l'histoire d'un angle particulier.

### Inclusion de crédits fantaisistes
- Star Wars, épisode I : La Menace fantôme : le personnage de Jabba le Hutt est joué par « lui-même » (alors que c'est un acteur de synthèse pour un personnage fictif).
- La Folle Histoire de l'espace : sans être un crédit à proprement parler, le générique de début déroulant identique à "Star Wars" inclut à la fin du texte la phrase suivante : "Si vous avez pu lire ça, vous pouvez balancer vos lunettes".
- La Cité de la peur : apparition entre autres de crédits pour « Spiderman » (Peter Parker), « Batman » (Bruce Wayne), « Tom Cruz » ou bien un certain « Ça en fait » (du monde hein ?) accompagné naturellement par le « Tulle à vue » (Kim Onku).
- Didier : dans la partie consacrée au dressage des animaux, on peut noter les « enculeurs de mouche » (tout le monde).
- Brice de Nice : ajout de petites phrases « à la Brice » au milieu des crédits (Bricewish, tenue du casseur…).
- Fatal : remerciements à des personnes fictives.
- Dans les films de la série Y a-t-il un flic..., des noms et fonctions fantaisistes sont mélangés au reste dans le générique de fin.
- Dans les films de la série Hot Shots!, des recettes de cuisine sont mélangées au reste dans le générique de fin.

### Autres
Dans Irréversible de Gaspar Noé, l'histoire est présentée de manière antichronologique et adoptant cette logique d'un point de vue formel, le film commence donc par un générique se déroulant du haut vers le bas (à l'inverse du sens habituel). Se7en et Bon Cop, Bad Cop sont d'autres exemples de film dont le générique final se déroule du haut vers le bas.
Le générique de Monty Python : Sacré Graal ! annonce dès le départ la couleur de ce qui va suivre : les noms des acteurs et de l'équipe technique défilent en même temps qu'une fausse publicité pour la Suède, qui devient de plus en plus intempestive jusqu'à ce qu'un message annonce que les responsables du générique ont été licenciés ; le générique finit alors dans un style latino-américain flamboyant.

## Créateurs et typologie
- Saul Bass est réputé comme l'un des meilleurs créateurs de génériques pour le cinéma. Il est notamment célèbre comme créateur de la typographie cinétique moderne, avec La Mort aux trousses d'Alfred Hitchcock (1959) ainsi que l'ouverture multicolore et le générique de West Side Story de Robert Wise (1961).[réf. nécessaire]
- Laurent Brett est un réalisateur français de générique de film. Il est notamment le réalisateur de générique fétiche de Florent-Emilio Siri.

## Génériques marquants
- L'Heure du loup d'Ingmar Bergman : titre au milieu du film[7].
- La Mort en prime (Repo-man) d'Alex Cox : Le générique de fin défile à l'envers, du haut vers le bas.
- Seven de David Fincher : le générique de fin, réalisé par Kyle Cooper, défile du haut vers le bas, à l'envers par rapport au sens habituel.
- Sacha Guitry (La Poison), Jean-Luc Godard (Le Mépris), François Truffaut (Fahrenheit 451), Ingmar Bergman (Scènes de la vie conjugale), Orson Welles (La Splendeur des Amberson), Claude Barrois, Marc Jolivet et Pierre Jolivet (Alors... Heureux ?), etc. ont parfois choisi d'avoir des génériques exclusivement parlés.
- Jean-Pierre Jeunet :
  - Delicatessen : les noms sont inscrits sur des objets en rapport avec la fonction de la personne.
  - Le Fabuleux Destin d'Amélie Poulain : le générique montre des images de type super 8 mettant en scène le personnage principal enfant, dont les gestes sont en rapport avec la fonction de la personne citée.
- Monty Python : Sacré Graal ! : au bout de quelques cartons, le générique se trouve sous-titré, sans grand rapport avec le texte à l'écran, puis le générique inclut des références à différents lamas, puis informe que des collaborateurs ont été renvoyés…
- Apocalypse Now : le générique de fin de la version commerciale de 1979 est la destruction des décors filmée en infrarouge pour signifier le bombardement de la base du colonel Kurtz.
- La Panthère rose de Blake Edwards (1963) : le générique initial est réalisé en dessin animé. Son succès entraîna la création d'une série autonome de dessins animés.
- Eternal Sunshine of the Spotless Mind de Michel Gondry : le générique de début apparaît 17 minutes après le début du film.
- Zelig de Woody Allen : le film dure 79 minutes, dont près de 10 minutes de générique final. Les effets spéciaux du film, alors purement analogiques, puis ultérieurement banalisés par le numérique avec Forrest Gump, avaient demandé la collaboration d'un nombre inhabituel de participants.
- The Rocky Horror Picture Show : pendant le générique, une actrice dont on ne voit que la bouche chante Science fiction/Double feature, chanson à priori décousue faisant référence à des acteurs et des films du cinéma classique. Les crédits ne sont affichés que pendant le refrain.
- Ben X : le générique se présente sous la forme d'un écran typique de connexion, de paramétrage puis de chargement d'un jeu vidéo du type MMORPG, certains crédits étant modifiés pour correspondre au monde du jeu vidéo (par exemple, "also starring" est remplacé par "also online").